# Shine On Brightly
Shine On Brightly ist das zweite Studioalbum der britischen Progressive-Rock-Band Procol Harum. Es wurde ab Ende 1967 aufgenommen und im Herbst 1968 veröffentlicht.

## Das Album
Auf der ersten Seite befinden sich fünf vom Klavier Gary Brookers und der Hammondorgel Matthew Fishers dominierte Stücke, wobei aber auch Robin Trower an der Gitarre zum Zuge kommt. Die zweite Seite beginnt mit dem nostalgischen Magdalene (My Regal Zonophone) gefolgt von der fast 18-minütigen Rock-Suite In Held ’Twas in I.
Der Titel der Suite ist aus den Anfangsworten der einzelnen Teile gebildet:
| In    | Glimpses of Nirvana (Teil 1) |
| Held  | Glimpses of Nirvana (Teil 2) |
| ’Twas | ’Twas Teatime at the Circus  |
| in    | In the Autumn of My Madness  |
| I     | Look to Your Soul            |

Die Suite beginnt mit einer längeren gesprochenen Passage, an deren Ende ein Kōan des Dalai Lama auf die Frage nach dem Sinn des Lebens steht: Well my son, life is like a beanstalk, isn’t it? Darauf folgen virtuose klassische und psychedelische Passagen, das witzige  ’Twas Teatime at the Circus und zum Schluss das bombastische Grand Finale.
Procol Harum spielte In Held ’Twas in I 1971 beim Konzert mit dem Edmonton Symphony Orchestra.
Suiten-artige Stücke wurden in der Folge von einigen Bands des klassischen Progressive Rock aufgenommen, wie Ars Longa Vita Brevis und The Five Bridges Suite von The Nice, Tarkus von Emerson, Lake and Palmer, Supper’s Ready von Genesis und Close to the Edge von Yes.
Das Album wurde in Europa und den USA mit unterschiedlichen Covern veröffentlicht.

## Rezeption
Shine On Brightly erreichte 1968 Platz 24 in den US-Charts.
Bruce Eder von allmusic schrieb, dass das Album die Definition von Progressive Rock erweitert habe, selbst wenn viel der Musik in etablierten Rock-Genres verwurzelt bleibt. Die Suite In Held ’Twas in I kommt allem bisher von Bands wie The Nice und The Moody Blues gehörten an Länge gleich und übertrifft es an Kühnheit. Er gab dem Album vier von fünf möglichen Sternen.
Die Prog-Rock Supergroup Transatlantic coverte In Held ’Twas in I im Jahr 2000 auf ihrem Album SMPTe als In Held (’Twas) in I d. h. ohne den Teil (’Twas Teatime at the Circus) aber mit längerem Glimpses of Nirvana.

## Titelliste

### Seite 1
Musik: Gary Brooker, Texte: Keith Reid, wenn nichts anderes angegeben
1. Quite Rightly So – 3:40 (Gary Brooker und Matthew Fisher, Text: Keith Reid)
2. Shine On Brightly – 3:32
3. Skip Softly (My Moonbeams) – 3:47
4. Wish Me Well – 3:18
5. Rambling On – 4:31

### Seite 2
1. Magdalene (My Regal Zonophone) – 2:50
2. In Held ’Twas in I – 17:31 (Gary Brooker und Matthew Fisher, Text: Keith Reid)
a) Glimpses of Nirvana
b) ’Twas Teatime at the Circus
c) In the Autumn of My Madness
d) Look to Your Soul
e) Grand Finale

Das Album wurde seit 1988 mehrmals als CD mit unterschiedlichen Bonustiteln wiederveröffentlicht. Die deutsche Version von 1997 enthält zusätzlich folgende Titel:
1. In the Wee Small Hours of Sixpence – 2:38
2. Il Tuo Diamante – 3:27
3. Homburg (Stereo-Version) – 3:53